# Royal Scots Navy

De marinevlag van de koninklijke Schotse marine

The Royal Scots navy of koninklijke Schotse marine, was de vloot van het Koninkrijk Schotland, die met de Acts of Union in 1707 samenging met de Engelse Royal Navy.

## Geschiedenis
Van een Schotse vloot was voor het eerst sprake in de 10e eeuw, deze werd opgericht om de aanvallen van de Vikingen af te slaan. Aanvankelijk bestond de vloot uit buitgemaakte langschepen. Nadat Magnus IV van Noorwegen in 1266 van zijn aanspraken op Schotland afzag ten gunste van Alexander III van Schotland, raakte de vloot in verval.
Bronnen over de Schotse onafhankelijkheidsoorlogen vermelden nergens het bestaan van een Schotse vloot, maar Robert the Bruce begon na de Schotse onafhankelijkheid met het bouwen van schepen. In 1424 breidde Jacobus I van Schotland de vloot verder uit, hij liet nieuwe scheepswerven bouwen te Leith, hier werden behalve oorlogsbodems ook handelsschepen gebouwd. Zijn opvolger: Jacobus II van Schotland modificeerde de vloot door het aanbrengen van artillerie stukken.
De belangrijkste opdrachtgevers bij het bouwen van oorlogsschepen waren naast de koning de handelaren uit Leith, met name Sir Andrew Wood of Largo en de families Barton en Brounhill. In 1488 zond John Barton zijn twee oorlogsschepen schepen onder commando van Andrew Wood, naar koning Jacobus III  toen deze met opstandige edelen te maken kreeg.

### Jacobus IV
Koning Jacobus IV] breidde de vloot verder uit. Hij zag het belang van een sterke vloot voor een zeevarend land als Schotland en liet 38 nieuwe schepen en twee nieuwe scheepswerven bouwen. De twee schepen van Andrew Wood verjoegen in 1489 de Engelse zeerovers uit de Schotse wateren, waarbij vijf schepen werden buitgemaakt. In hetzelfde jaar werd de Deense piraat Lutkyn Mere, die lang de Noordzee onveilig had gemaakt met zijn bemanning gevangengenomen en opgehangen. In 1490 zond de Engelse koning Hendrik VII drie piraten om af te rekenen met Wood, maar na een zeegevecht langdurig zeegevecht werden alle drie de schepen door Wood buitgemaakt.

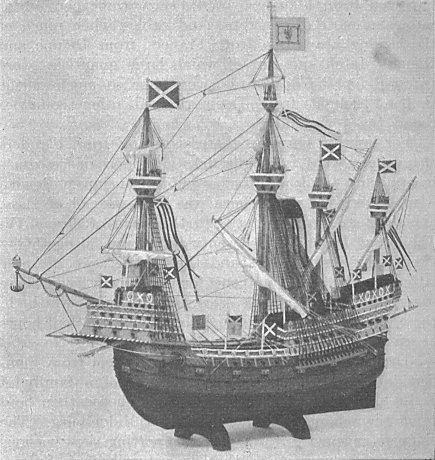
Een model van de Great Michael in het Royal Museum

In de daarop volgende jaren probeerde Hendrik VII de semi-onafhankelijke Buiten-Hebriden tegen de James IV op te zetten. Jacobus was nu gedwongen om een aantal expedities naar de Buiten-Hebriden te houden, in 1498 zette hij de laatste Lord of the Isles af na de clan-hoofden persoonlijk te hebben omgepraat (Jacobus IV sprak vloeiend Gaelic). Tijdens de expedities naar de eilanden maakte de koning gebruik van het man-o-war Christopher en andere schepen, te Dumbarton werden drie nieuwe schepen gebouwd voor de schermutselingen met de eilanders. In 1495 werd de koning vergezeld door Andrew Wood in de Flower.
Andrew Barton, de zoon van John Barton, kreeg in 1506 toestemming van koning Jacobus om piraterij te bedrijven in de Noordzee. In 1476 hadden de Vlamingen zijn vaders schip buitgemaakt en Andrew wilde wraak nemen door Vlaamse handelsschepen te overvallen. In 1508 werd hij met zijn twee schepen Lion en Jenny Pirwin door koning Jacobus naar Denemarken gestuurd om koning Hans van Denemarken, een oom van Jacobus, tegen Lübeck bij te staan. In 1511 kwam hij om in een zeeslag tegen de Engelsen op de Downs. Zijn twee schepen werden door de Engelsen buitgemaakt.
Onder Jacobus IV nam het Schotse parlement twee maal (1493 en 1503) wetten aan waarin expliciet vermeld werd dat alle uitvarende schepen, zowel marine als handelsvloot, voldoende bemand en bewapend moesten zijn. James' grootste verdienste voor de Schotse vloot was echter de constructie van Great Michael, het grootste schip tot dan toe gebouwd in Schotland. Het schip was 73 m lang, woog 1000 long tons en de bouw kostte £30,000. Aan boord konden zich 120 kanonnen bevinden en een 1000-koppige bemanning. Volgens de geschiedschrijver Lindsay of Pitscottie was het bij de tewaterlating in 1511 het grootste schip van Europa.
Zowel Engeland als Schotland waren betrokken bij de Oorlog van de Liga van Kamerijk (1508-1516), aan tegenovergestelde zijden. De Schotse campagne tegen Engeland leidde tot de Slag bij Flodden (1513) waarin een Schotse vloot van 16 grote en 10 kleine schepen, geleid door de onervaren Earl van Arran, verpletterend door de Engelsen werd verslagen. Koning Jacobus IV sneuvelde. Na de nederlaag nam Andrew Wood het commando over de Schotse vloot op zich. Arran vluchtte daarna naar de Franse kust waar hij zich aansloot bij de Franse vloot, maar het zou hem niet meer lukken veel effectiefs tegen Engeland te ondernemen.
Great Michael werd in 1514 aan Frankrijk verkocht terwijl sommige andere Schotse man-o-wars terugkeerden naar Schotland. Hoewel uit de Exchequer Rolls blijkt dat er in de belangrijkste Schotse marinehavens, Dumbarton, Dunbar en Leith, tussen 1515 en 1516 regelmatig oorlogsschepen bevoorraad werden lijkt het erop dat de Schotse vloot na de Franse expedities van Arran behoorlijk aan slagkracht had ingeboet.

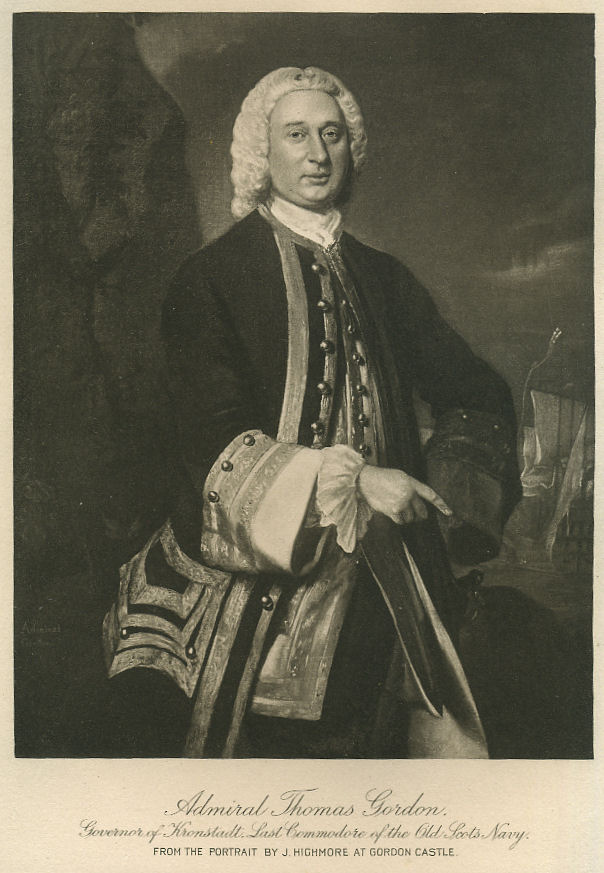
Admiraal Gordon, gouverneur van Kronstadt, de laatste commodore van de Schotse marine.

Tijdens de regering van Jacobus V kwam de Schotse marine ten minste twee maal in actie: in 1536 zeilde hij naar Frankrijk om zijn toekomstige vrouw Madeleine de Valois op te halen, de "escorte" bestond uit zes schepen waarvan het grootste 600 long tons woog en een bemanning van 500 man telde. In 1540 trok Jacobus V met een vloot van 16 schepen naar de Buiten-Hebriden om de opstandige eilanders in toom te krijgen.

## Unie met de Engelse vloot
In de tijd van JacobusV groeide aan het Schotse hof de Engelsgezinde partij, die probeerde de Fransgezinden uit de belangrijkste posten te verdrijven. Na de reformatie kwam Schotland vanaf 1560 steeds meer op één lijn met Engeland te liggen, dit leidde uiteindelijk tot de Union of the Crowns en de stichting van het Verenigd Koninkrijk in 1603. De Schotse vloot, die vooral gezien werd als een middel tegen Engelse agressie, verloor daarmee steeds meer aan belang.
Nu de buitenlandse politiek voortaan in Londen gevoerd werd, werd Schotland betrokken bij de oorlogen die de Engelsen met andere Europese machten voerden. Dit stelde de Schotse handelsvloot bloot aan bedreigingen, waarvoor bescherming nodig was. In 1625, tijdens de Dertigjarige Oorlog, trokken de Engelsen ten strijde tegen Spanje en werd ook de Schotse vloot ingezet. Tegelijkertijd werden extra schepen gehuurd of geronseld om de koopvaart te beschermen.
Tijdens het Protectoraat van Oliver Cromwell lijkt het erop dat Schotland weinig bijdroeg aan de groei van de Engelse vloot, hoewel er Schotse zeelui werden geronseld tijdens de Eerste Engels-Nederlandse Oorlog (1652-1654). Tijdens de Tweede Engels-Nederlandse Oorlog (1665-1667) werden door koning Charles II 500 Schotten voor de Engelse vloot geronseld. In de Derde Engels-Nederlandse Oorlog (1672-1674) gebeurde dit opnieuw. In ruil voor de mankracht kregen de Schotten extra handelsrechten.
Toen door de Acts of Union in 1707 de Schotse marine met de Engelse Royal Navy werd samengevoegd, bestond de eerste uit 3 schepen terwijl de laatste 277 schepen telde. De drie Schotse schepen waren The Royal William, The Royal Mary en Dumbarton Castle.